# Kappadokiska fäderna

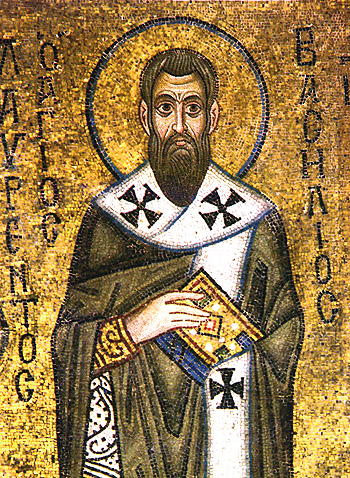
Sankt Basil den store, Hagia Sofia

Kappadokiska fäderna kallas Basileios den store, Gregorios av Nazianzos och Gregorios av Nyssa, tre teologer som var verksamma i Kappadokien på 300-talet.